# 邱素蘭
邱素蘭（1954年2月8日—），臺灣臺南市人，臺灣中國國民黨籍政治人物、會計師。天主教輔仁大學會計系、中國暨南大學會研財稅系碩士及博士畢業，曾任號記聯合會計師事務所所長及會計師、臺灣省會計師公會南區主任委員兼理事、臺南市稅務代理人協會理事長。

## 個人背景
邱素蘭出生於台灣台南市，在求學時期因養父母認為讀太多書並無用處，要求她小學畢業就必須去工作；但因她仍然喜歡讀書且成績優異，便一邊工作一邊存錢，直到18歲才開始讀初中；之後於輔仁大學會計系取得學士學位、中國暨南大學會研財稅系取得碩士及博士學位。畢業後赴美國繼續研究學問，成為史丹佛大學、柏克萊加利福尼亞大學、加利福尼亞州立大學博士後研究員。她返台後的高考之路並不順利，接連考了10年會計師，每次都以些微差距落榜，直到四十多歲才成為高考及格會計師；除台灣高考及格外，她也以第1名成績考上中國大陸註冊會計師。曾任台南市號記聯合會計師事務所所長及會計師，期間負責為國內五百多家企業主提供財稅諮詢服務。

## 政治參與
2019年11月，國民黨公布2020年第10屆全國不分區立法委員提名名單，邱素蘭以財稅專長被排入不分區第26名；後經中常會再次確認並調整名單，最終她的排名被往前移至第25名。競選期間曾引用法國有20萬人上街反同婚，建議國民黨可主攻蔡英文政府同性合法化政策；然而該引用數據並不正確，法國在台協會表明當時約有二萬四千人上街抗議。選舉結果政黨得票數472萬3504票、得票率33.36%，分配到13席不分區席次，邱素蘭未能當選。
邱素蘭因2017年誣告同黨前立委羅淑蕾，遭法院判刑5月且不得易科罰金，邱不服上訴。法院最終判決4個月有期徒刑。

## 選舉紀錄
| 年度 | 選舉屆數           | 選舉區                                 | 所屬政黨   | 得票數    | 得票率 | 當選標記     | 備註       |
| ---- | ------------------ | -------------------------------------- | ---------- | --------- | ------ | ------------ | ---------- |
| 2012 | 第八屆立法委員選舉 | 全國不分區及僑居國外國民立法委員選舉區 | 中國國民黨 | 5,863,279 | 44.55% |              | 排名第三十 |
| 2016 | 第九屆立法委員選舉 | 全國不分區及僑居國外國民立法委員選舉區 | 中國國民黨 | 3,280,949 | 26.91% | 排名第二十四 |            |
| 2020 | 第十屆立法委員選舉 | 全國不分區及僑居國外國民立法委員選舉區 | 中國國民黨 | 4,723,504 | 33.36% | 排名第二十五 |            |

## 外部連結
- 邱素蘭的Facebook專頁